# Fraeylemaborg
De Fraeylemaborg is een Groninger borg en museum in het dorp Slochteren. Het gebouw dateert uit de middeleeuwen, maar kreeg zijn huidige vorm in de 16e en 17e eeuw. De borg Frailma wordt pas in 1649 voor het eerst bij naam genoemd.
De borg is gelegen in een ongeveer 31 hectare groot landgoed, in aanleg hoofdzakelijk daterend uit de 19e eeuw. Het barokke parkbos is rond 1800 veranderd in een landschapspark volgens de principes van de vroege Nederlandse landschapsstijl. Later werden daar nog romantische elementen aan toegevoegd. Het tuincomplex wordt gedragen door een lange hoofdas die door de statige oprijlaan extra nadruk krijgt. Op het voorterrein bevindt zich het schathuis, waarin een restaurant gevestigd is. Aan de andere kant staat het koetshuis met paardenstal en oranjerie. De borg wordt bekroond door een achthoekige toren met twee klokken.
Het beheer van de borg wordt gevoerd door de Stichting Landgoed Fraeylemaborg, waarin de provincie Groningen en de Gerrit van Houten Stichting deelnemen.
In het pand bevindt zich het Museum landgoed Fraeylemaborg. Directeur is sinds 2023 Liefke Knol.
De gebouwen en de historische tuinaanleg van de Fraeylemaborg zijn tot beschermd Rijksmonument verklaard

## Geschiedenis

### Middeleeuwen
Uit bouwhistorisch onderzoek in 2004 is gebleken dat de huidige borg in elk geval vóór 1300 moet zijn gebouwd als steenhuis of stins, dat is een versterkt huis naast een herenboerderij. In de kroniek van Bloemhof wordt omstreeks 1290 gesproken over twee adellijke families uit deze omgeving: Snelgera van Scharmer en Haiginga (of Haginga) van Slochteren. De laatste naam kan in verband worden gebracht met de Hoijnga of Heringe clauwe, de buurtschap waar de borg gelegen was. In Hellum woonde toentertijd een geslacht dat Frouwamonna werd genoemd.
Bij de naam Fraeylema gaat het vermoedelijk de Oudgermaanse voornaam *Frauja- 'heer', Oudnederlands *Fra-, die we terugvinden in de godennamen Freyr en Freya, hier in een (mannelijke) verkleinvorm met de uitgang -la of -lin. Bekender is de vrouwelijke vorm Frouwa, in de betekenis van 'voorname vrouw, meesteres, gemalin', met de Friese verkleinvorm Frauk(e), Oudnederlands Frowekin. Aan deze voornaam werd vervolgens de uitgang -ma ('-mannen, familiegroep') verbonden. De achternaam Froma is waarschijnlijk hieraan verwant. De taalkundige Jan Naarding speculeerde dat het om afstammelingen van een frana of schout ging, die ooit namens de graaf het gezag over Duurswold zou hebben uitgeoefend. Hoewel de etymologie van het woord frana als 'namens de heer, behorend tot de heer' hiertoe enige aanleiding geeft, hebben andere onderzoekers deze gedachte stellig afgewezen.
De vroegste verwijzingen naar de Fraeylemaborg dateren uit de eerste helft van de 15e eeuw. Er is dan sprake van de Fralema heert van Remet Fraijlumma (met 6 deimt land inder dijck medt), daarnaast over landerijen intha Fralema waldum, in Fralima waldum of butha Fralumma waldum (eigendom van Edze Tuwinga te Ten Post), inda Fralema tijucha, in Fraijkema were, in Fralandt, bij Frama meedt en in de Frama venne. Een groot deel van deze landerijen lag in de buurt van het Schildmeer. De bovengenoemde Remmert Frouwama was in 1444 een der vertegenwoordigers van het Slochterzijlvest; een zekere Lummo Fraijlima te Slochteren wordt genoemd in 1422. De plaatsnaam Froombosch is daarentegen van de familienaam Froma afgeleid, in de 17e eeuw bezitters van de  Ruitenborg en afkomstig van de Fromaborg te Wirdum.
Mogelijk waren vier steenhuizen in het bezit van dezelfde familie, namelijk te Slochteren, Ten Post, Godlinze en Losdorp. In verschillende plaatsen was sprake van een Fraeylemaheerd, waaronder een edele heerd te Slochteren. In 1465 stond Ebbe Sluchtinge de helft van deze heerd af aan Aywet en Duirt Alberda; dit in ruil voor landerijen bij Bierum.

### Nieuwe tijd
In de eerste helft van de 16e eeuw was de  Fraeylemaborg kennelijk in handen van de familie Fraylma, die uit Bierum stamde. Verschillende familieleden waren actief in Slochteren, waaronder Remmert Fraylma, die in 1504 hoofdeling te Slochteren was. Hij bezat de Lumme Fraelmaheerd (maar bij deze boerderij kan het echter ook om de Lyummenheerd te Godlinze gaan). Remmert wordt tot 1527 als hoofdeling genoemd, daarna in de jaren 1538 tot 1540 zijn zoon Oesebrandt. Deze bezat tevens drie heerden in Bierum.  
Meermalen werd de borg bezet. In 1500, toen de Saksische vete woedde, liet de stad Groningen dat hues toe Slochteren innemen en versterken. In 1505 wilde graaf Edzard I van Oost-Friesland een blokhuis laten bouwen an de oester sijt der kercken bij dat steenhues an den wech. Dit om de handelsroute vanuit Groningen naar het Oldambt beter te kunnen beveiligen. De aanleg mislukte omdat de natte veengrond zich niet goed voor de bouw van wallen leende. In plaats daarvan werden kerk en kerktoren versterkt. De ligging van de borg aan de Hoge Stadsweg of Woldweg door Duurswold was van groot strategisch belang, niet alleen vanwege de verbinding vanuit de stad Groningen naar Appingedam, maar vooral ook omdat de oude handelsroute naar Westfalen via Slochteren liep. Al in 1483 werd het begin gemaakt met een scheepvaartverbinding via de Slochtersloot (vermoedelijk de Edsersloot) naar het Oldambt. Deze plannen werden in 1585 weer uit de ijskast gehaald en resulteerden uiteindelijk in de aanleg van het Slochterdiep in 1659 door Osebrandt Johan Rengers. 

#### 1548 – 1690 (Rengers)
Hillebranda Fraeylema, de dochter van Oesebrandt, huwde in 1548 Seino Rengers. Andere erfgenamen werden voor 550 Emder gulden uitgekocht. Dit echtpaar legde de grondslag voor het huidige gebouw. Zij lieten een rechthoekig stenen huis bouwen, met een traptoren die was voorzien van een achtkante bovenbouw. Dit gebouw werd later aan de zuidzijde verlengd. Ook lieten zij grachten graven.  In het begin van de 17e eeuw verrees haaks hierop een zijvleugel. De familie bezat omstreeks deze tijd zeker 400 hectare land. In 1663 verkreeg de familie het erfelijke recht de overste schepper van het Generale Zijlvest der Drie Delfzijlen te mogen leveren.
Seino’s achterkleinzoon Osebrandt Johan Rengers was in de 17e eeuw een van de machtigste jonkers in de Ommelanden.Nadat hij was beschuldigd van verraad tijdens het Beleg van Groningen in 1672 belandde hij in de gevangenis. Een schoonzoon van Rengers, Henric Piccardt, wist via Willem III van Oranje een verzoening te bereiken. Rengers werd vrijgelaten en in ere hersteld maar stierf spoedig daarna. Zijn zoon stierf in 1681 of 1682, waarna de borg overging op zijn broer Evert. 

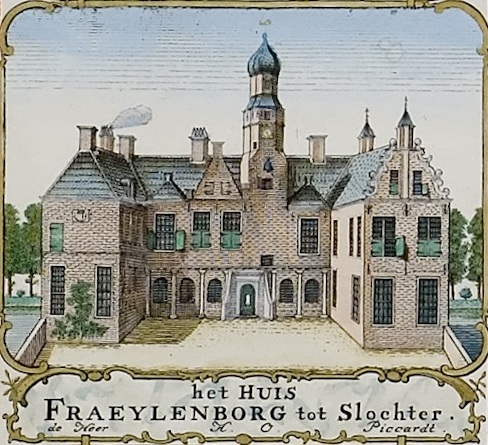
De borg op de kaart van Theodorus Beckeringh (1781)

#### 1690 – 1781 (Piccardt)
De diplomaat en avonturier mr. Henric Piccardt (1636-1712) was in 1680 getrouwd met Osebrandts dochter Anna Elisabeth Rengers. Hij werd na de dood van zijn schoonvader tevens voogd over Evert Rengers. Nadat Evert in 1690 zijn bezittingen wegens schulden moest verkopen, wist Piccardt de borg met annexen en landerijen voor 47.000 gulden te verwerven. Hij had hiervoor geld geleend van de koning-stadhouder in de vorm van een hypotheek op de Fraeylemaborg. Piccardt was ook heer van Harkstede en bezat tevens de borgen De Ruiten en Klein Martijn, waar hij bleef wonen. Dankzij deze aankopen in Duurswold kon hij zich als nieuwkomer meten met de oude adel van het Hogeland.
In de tweede helft van de 18e eeuw ging het de borgheren niet voor de wind. Ook het onderhoud van het Slochterdiep stagneerde, waarom in 1770 een afzonderlijke sociëteit werd opgericht die een deel van deze taak op zich nam. Financiële moeilijkheden dwongen de familie Piccardt in 1781 tot verkoop van de Fraeylemaborg. 

#### 1781 – 1867 (De Sandra Veldtman, Hora Siccama)
Koper van de meer dan 30 jaar lang verwaarloosde borg was in 1781 de jurist Hendrik de Sandra Veldtman (1756-1816), een voormalig patriot die vanaf 1795 politieke functies in de Bataafse Republiek vervulde.  Het was voor het eerst dat de borg buiten de familiekring werd verkocht. De nieuwe eigenaar knapte de borg weer helemaal op. Zijn geestverwant Albert Jan de Sitter schrijft in 1794 dat het huis "zedert eenige jaren aanzienlijk vertimmerd" is. In 1808 werd De Sandra Veldtman de eerste burgemeester van de gemeente Slochteren. Hij huwde in 1786, na de dood van zijn eerste vrouw, de weduwe van de Arnhemse burgemeester Jan Nanning van der Hoop, Adelgonda Christine Wolthers. Samen kregen zij in 1789 een dochter, Hermanna Louise Christina. Die erfde in 1816 de Fraeylemaborg van haar vader. Na de dood van haar man, de jurist en conservatieve politicus jhr. Johan Hora Siccama (1779-1829), sinds 1824 Tweede Kamerlid, hertrouwde zij in 1831 diens neef, oud-zeeofficier. jhr. Wiardus (Wiete) Hora Siccama (1791-1867) uit Harkstede. Na haar overlijden bleef haar man vruchtgebruiker van het landgoed. Hij hertrouwde gravin Josine van Limburg Stirum, die erg geliefd was bij de inwoners. Zij stichtte in 1860 een naaischool voor meisjes onder de vlag van de diaconie. Jaarlijks was er ook een harddraverij bij het Hoogehuis.
De borgheren waren in deze periode tevens bezitters van de heerlijkheid Slochteren, Kolham, Foxham en half Schildwolde. Door de Bataafse Revolutie in 1795 ging een deel van hun adellijke voorrechten verloren. Dat betrof met name de invloed op de rechtspraak en de waterstaat. De rechtstoel werd in 1803 opgeheven. Andere heerlijke privileges, zoals het recht om predikanten en schoolmeesters te mogen benoemen, werden na de Franse tijd hersteld. Wiardus was tevens overste schepper van het Generale Zijlvest der Drie Delfzijlen (als opvolger van Theunis Haakma Tresling te Scharmer) en eerste schepper van het Woldzijlvest. Hij genoot zodanig aanzien dat de ingelanden hem ook na democratisering van het waterstaatsbestuur in 1851 in functie lieten. Het oude Rechthuis of Hoogehuis (schuin tegenover de borg) bleef als herberg, gemeentehuis en politiepost (met arrestantencel) een belangrijke plek binnen de gemeente innemen. Jaarlijks kwamen de pachters op Sint Maarten op de borg om hun huur te betalen. Als herinnering aan hun rol in de rechtspraak bleven de borgheren tevens eigenaar van de voormalige gerechtplaatsen bij de toren van Slochteren en in Froombosch (Kaakheem). Ook bezaten de borgheren het beurtveer van Slochteren naar Groningen. 

#### 1867 – 1972 (Van der Hoop)
Na de dood van Wiardus Hora Siccama in 1867 vererfde de Fraeylemaborg krachtens het testament van zijn eerste vrouw op de kleinzoon van haar halfbroer, namelijk de jurist en politicus mr. Jan Thomassen à Thuessink van der Hoop (1838-1882). Deze voegde daarna het predikaat van Slochteren toe aan zijn naam. Hij behoorde tot de politieke stroming der antirevolutionairen (Groen van Prinsterer was zijn oom) en werd in 1879 gekozen tot lid van de Tweede Kamer. Hij moderniseerde de bedrijfsvoering en liet een nieuwe boerderij op het landgoed bouwen met grote schuren en ruime stallen naar Frans voorbeeld. Zijn vrouw gaf leiding aan de naai- en breischool. Jan overleed op 44-jarige leeftijd; het gezin verhuisde daarna naar Groningen maar bracht de zomers op de borg door. Zijn oudste zoon, de jurist en politicus Evert Jan Thomassen à Thuessink van der Hoop tot Slochteren (1875-1952) erfde de borg, die jarenlang door zijn moeder Geertruida Ketelaar, dochter van een Rotterdamse scheepsreder, werd bestierd.
In 1908 trouwde de nieuwe borgheer met Catharina Cornelia Star Numan, een telg uit het geslacht Numan. Zij kregen twee kinderen, Jeanne Agatha en Geertruida Hermanna Louisa Christina. In 1952 overleed Evert Jan, die eerder Statenlid voor de CHU, daarna burgemeester van Sappemeer en van 1925 tot 1940 burgemeester van Slochteren was. Na het overlijden van de oude mevrouw Van der Hoop in 1965 hebben haar beide dochters nog enige jaren de borg bewoond. De financiële lasten werden echter te zwaar. Mei 1971 is de rijke inboedel geveild en op 9 januari 1972 werd de borg met het bos verkocht aan de Gerrit van Houten Stichting. Veel erfstukken en de bibliotheek zijn daarbij voor het publiek verloren gegaan. De archieven zijn overgedragen aan de Groninger Archieven. Februari 2024 heeft de familie toestemming gegeven tot openbaarmaking.
De familie Van der Hoop was uitgesproken conservatief en ondersteunde zowel de confessionele politiek als de orthodoxe stroming binnen de Hervormde Kerk. De familieleden maakten gebruik van het collatierecht om geestverwante predikanten in Slochteren en Kolham te benoemen. Op hun initiatief kwamen tevens hervormde evangelisaties te Froombosch en Schaaphok en een handvol christelijke scholen (onder andere in Siddeburen) tot stand. In de herbergen die hun eigendom waren (het Hooge Huis en Schaaphok) werd geen sterke drank geschonken. Ook het veerhuis van Siddeburen was tot 1898 in hun bezit. Het gemeentehuis bevond zich direct naast het rechthuis, sinds 1907 in een nieuw gebouw. Als grootgrondbezitters en eigenaren van het jacht- en visrecht lieten zij eveneens hun invloed gelden. Dat leidde rond 1900 tot meerdere rechtszaken, omdat de boeren van Kolham meenden het jachtrecht zelf te mogen uitoefenen. Ook de tolheffing bij Schaaphok en op de Rengerslaan vormde een bron van procedures.

#### Laatste bewoner
De laatste telg van het geslacht die de Fraeylemaborg bewoonde, Louise Thomassen à Thuessink van der Hoop van Slochteren, douairière van jhr. drs. François van Panhuys (1914-1969), overleed op 9 juli 2008. Ze werd 92 jaar oud. Zij werd wel de "laatste 'echte' borgvrouwe van Groningen" genoemd. Met haar drie dochters en haar zuster Jeanne (overleden in 2002) was zij het laatste familielid dat de Fraylemaborg nog enkele jaren in grootse staat bewoonde. Met haar overlijden kwam symbolisch een einde aan het tijdperk van de landadel in deze provincie. Louise werd begraven op het kerkhof bij de kerk van Slochteren. Overigens behoort de familie Thomassen à Thuessink van der Hoop van Slochteren niet tot de Nederlandse adel. De familie behoort wel tot het patriciaat (burgerlijke elite).

## Museum Landgoed Fraeylemaborg
De borg is ingericht met stijlkamers die een beeld geven van de adellijke en grootburgerlijke woonsfeer tot het midden van de 20ste eeuw, met stijlkamers in verschillende kleuren. Dit sluit aan bij de getoonde interieurs in de Menkemaborg (18de eeuw) en borg Verhildersum (19de eeuw). De kerncollectie van de Fraeylemaborg bestaat uit de kunstverzameling van de Gerrit van Houten Stichting, waarin de werken van de kunstschilder Gerrit van Houten (1866-1934) centraal staan. Tevens is in de Fraeylemaborg de collectie van de Jan Menze van Diepen Stichting ondergebracht, bestaande uit Aziatische keramiek, Oranje-Nassauprenten, schilderijen en topografische kaarten. Ook de collectie van de Stichting Van der Wijck-de Kempenaer is hier ondergebracht. In het Koetshuis worden regelmatig wisselexposities gehouden. Als museum is de borg het gehele jaar door geopend.

## Slochterbos

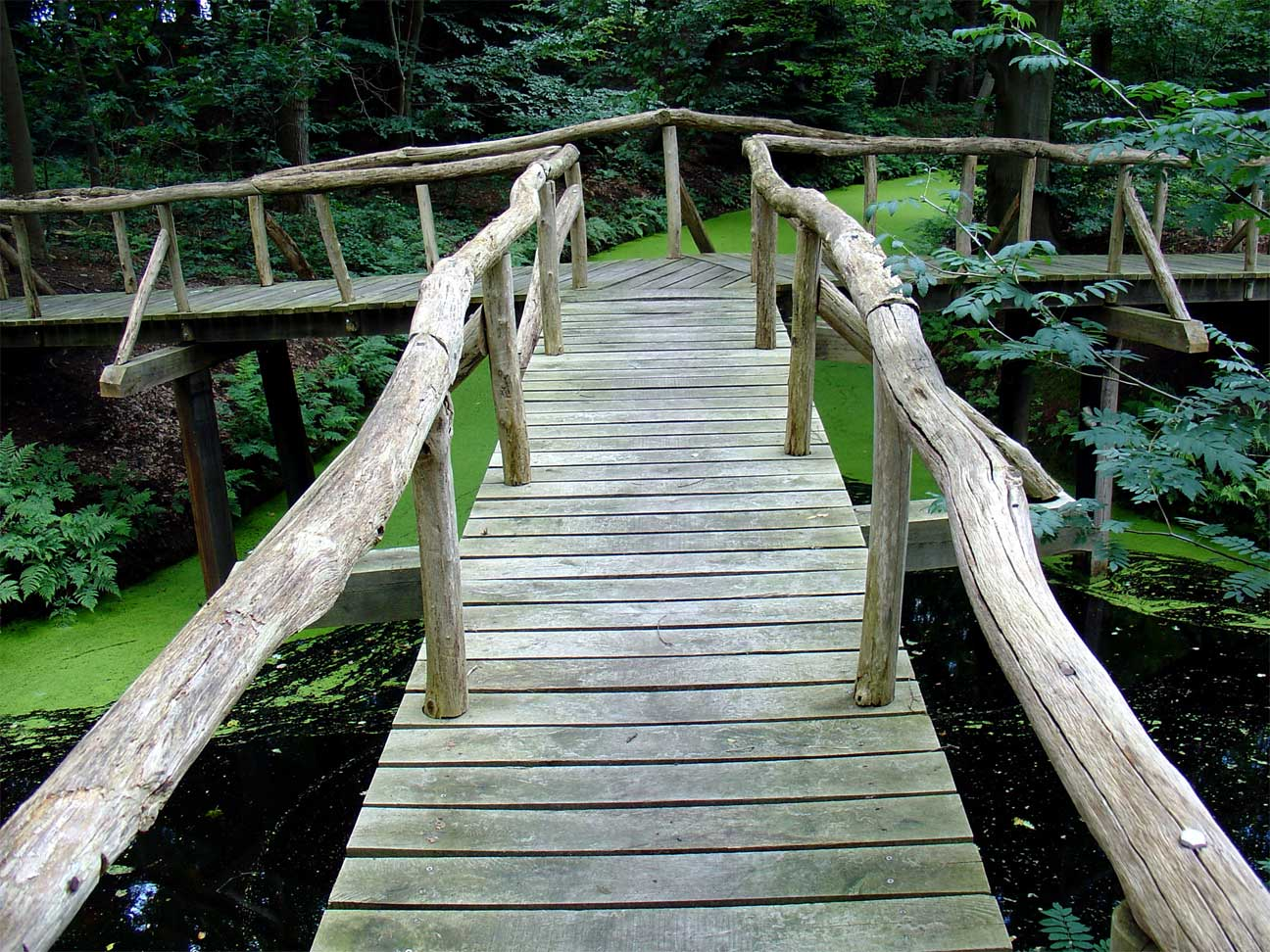
landschapspark van de Fraeylemaborg

Achter de Fraeylemaborg ligt een park van ongeveer 20 hectare, dat ook wel het Slochterbos wordt genoemd. Het bos had mogelijk voorlopers in de directe omgeving. In de omgeving van Slochteren waren veel houtwallen en percelen eikenhakhout. In 1585 werd er hout gekapt in het holt offte buskasie van dorpsheer Rengers om de aanleg van sluizen voor de Nije Schipvaart naar Westfalen mogelijk te maken.
Rond 1700 werd het park ingericht in navolging van de mode van die tijd, met als voorbeeld het Kasteel van Versailles, de tuin en het bos volgens wiskundige figuren. Doorkijkjes vonden een rustpunt in beelden en vazen. Van deze opzet resteert nog de middenlaan van eiken en beuken met een lengte van 1165 meter, die gericht is op de as van het huis. Ook is een schuine zichtas bewaard gebleven. Als men in de uitbouw van de grote zaal staat, kan men naar achteren tot aan het Florabeeld aan het eind van de middenlaan zien en naar voren langs de oprijlaan 1000 meter tot het einde van de laan door het Overbos aan de overkant van de Hoofdweg, de nieuwe provinciale weg en de haven.
Vanaf de aankoop van het landgoed in 1781 werd het park omgevormd tot een romantisch park in vroege landschapsstijl (eerder wel Engelse landschapsstijl genoemd). Er werden slingerpaden aangelegd, onregelmatig gevormde vijvers gegraven en met de vrijkomende grond een berg gemaakt. Opdrachtgever De Sandra Veldtman was actief als vrijmetselaar en de aanleg bevat dan ook verschillende maçonieke symbolen als het Alziend Oog, een passer en een winkelhaak. De ingewikkelde plattegrond kenmerkt zich door doolhofachtige opzet. Voor het middendeel van het langgerekte park werd in 1802 een ontwerp gemaakt dat wordt toegeschreven aan tuinarchitect Johan David Zocher sr., dan wel aan zijn collega Georg Anton Blum. Het achterste deel van het park is ontworpen door Georg Anton Blum, van wie twee ongedateerde ontwerptekeningen bewaard zijn gebleven. Deze fase is voor 1821 in gewijzigde vorm gerealiseerd, zoals blijkt uit een plattegrond van dit jaar door landmeter F.N. van Hulten. Rond 1840 maakte Lucas Pieters Roodbaard een plantekening voor het achterste deel van het park, waaraan in die tijd een uitbreiding was toegevoegd. Ook verrees in het bos een heremietenhut met uitzicht op kerk en toren, waar volgens de latere overlevering een echte heremiet zou hebben gewoond. Van deze plannen is in de huidige situatie weinig terug te vinden. 

De aanleg van het landschapspark had grote invloed in de hele regio en kan als een belangrijke stimulans voor het ontstaan van de Groningse slingertuin gelden. Toch was het Wandelbos tot ver in de 20e eeuw niet vrij toegankelijk. Om er te mogen wandelen moest men eerst toestemming vragen. Nicolaus Westendorp schrijft daarover in 1839:

Te Slochteren bragten wij in het Hoogehuis een' aangenamen dag door. Men wordt er wél bediend en bekomt ligtelijk de vrijheid, om in het uitgestrekte bosch en de lanen van het nabijgelegene Frailema te mogen wandelen. [...] Er worden hier des zomers vele partijen gegeven. Lieden uit het Oldambt, uit Drenthe, uit Fivelgoo en inzonderheid uit Groningen gaan zich hier gaarne des zomers ontspannen en een kostelijk baarsje eten.

Ook snoek werd hier veel gegeten. Anne de Blécourt vertelt in 1901 hoe de dagjesmensen uit heel Fivelingo kwamen:
Vrouger wassen ze blied en wollen ze wèl schraiwen van plëzeir, as ze mit n lange piep hall dag noa Slóchterbosch goan konnen. Dat was wat boetengewoons.

Het bos was vooral populair in de zomermaanden, op Hemelvaart en rond Pinksteren.  Het stond volgens een bericht uit 1885 bekend als "doelwit van vele pleizierreizigers":
Het Slochter bosch kent ieder. Vele rijtuigen zagen we dezen zomer naar Slochteren heen rijden. 
Op Hemelvaartsdag dan wel op Tweede Pinksterdag  werden bovendien zendingfeesten gehouden, die sinds de jaren 1870 door orthodox-protestanten uit heel Noord-Nederland werden bezocht.. In de 20e eeuw trok het park steeds meer dagjesmensen, die zich in het bos wilden verpozen. Ook werd het bos vermeld in toeristische gidsjes. In het verleden verborgen zich in het bos ook zwervers en voortvluchtige wetsovertreders, zoals een voormalige inwoner van Siddeburen die in 1891 in een hol werd betrapt.
Bijzondere en oude bomen in het bos zijn de zwarte noot, de bergiep, de goudes en de treurbeuk. Daarnaast is er de typerende stinzenflora, waaronder bosanemoon, holwortel, daslook, wilde hyacint en bostulp. Ook paddenstoelen zijn goed vertegenwoordigd. Aan de overzijde van de Hoofdweg ligt het Overbos, dat oorspronkelijk eveneens deel uitmaakte van het complex.
De trots van het bos was een stokoude beuk, de Dikke Boom, die zes meter in omvang was en in 1963 omwaaide. In de schors van de boom hadden veel streekgenoten hun naam gekerfd. Aan kinderen werd verteld dat de baby's uit de boom kwamen, een motief dat ook elders voorkomt. Het volksverhaal dat de boom door een middeleeuwse gravin zou zijn geplant, werd vooral door Kornelis ter Laan uitvoerig in de publiciteit gebracht.

## Volksverhalen
- Na een diefstal in het kasteel (het kamermeisje had het gedaan) is een onschuldige jongen in haar plaats opgehangen. Hij is nog steeds te horen in het bos.
- Henry Piccardt, een van de bewoners van de borg, verdiende zijn geld in de straten van Parijs door liederen te zingen. Toen men hier achter kwam moest hij terug naar Slochteren. Af en toe horen mensen hem zingen en harp spelen.
- Twee kinderen die op het landgoed speelden, verdronken in het veen vlak buiten het landgoed. Als er kinderen langs de plek komen kan men de overleden kinderen horen lachen.
- De naam Fraeylemaborg zou volgens een recente volksetymologie afkomstig zijn van een edelvrouwe die Elema of Ailma heette. Een adellijke vrouw werd volgens dit verhaal wel aangeduid met het woordje "ver". Ver Ailmaborg zou dan geleid hebben tot Fraeylemaborg.[22][23] Hiervoor is echter geen bewijs.

## Fraeylemaheerd
De naam Fra(e)yl(e)ma, Frouwama of Fraelma komt in de 15e en 16e eeuw op verschillende plekken voor :
- de boerderij Fraaimaheerd (Medenweg 5) bij Ten Post (kerspel Wittewierum), vroeger ook Frailmaheerd  of Fraylemahuis genoemd en vermoedelijk identiek aan het Eltken steenhuus offte heert in de buurtschap Oldersum en het steenhuis to Aldersum dat rond 1400 wordt vermeld. De bewoners van dit steenhuis speelden eerder een belangrijke rol in het openbaar bestuur en stamden waarschijnlijk van een leidende familie uit de ontginningstijd af
- de Lyummenheerd te Siboldeweer (Sybelweer of Sybaldeweer)  in het kerspel Godlinze (ten noordwesten van Krewerd en behorend tot de Siboldaklauw), genoemd naar Lumme Fraeijlema en achtereenvolgens eigendom van Remmert Fraelma (1446) en een andere Remmert Fraylma (1504; mogelijk grootvader en kleinzoon)
- de Fraylemaheerd ten noordoosten van de kerk van Losdorp
- de Frouwemaheerd onder het Eesterrecht te Eenumerhoogte, tot 1499 in het bezit van een zekere Popke Herema, die ook een heerd land in de omgeving van Froombosch bezat
- het huis Frouwama te Huizinge, dat wordt vermeld in 1371; het is waarschijnlijk identiek met de borg Fraam, vroeger ook wel Feradema of Fradema genoemd. Deze borg gaf ook zijn naam aan het gehucht Fraamklap of Frowingatil. Een zekere Rodolphus Frawama wordt genoemd in 1403
- de Framaborg te Wirdum, inde 16e eeuw bewoond door de familie Frama
- de Framaheerd onder Grijssloot bij Leens, vroeger ook Frademaheerd of Olt Frama genoemd, behoorde aan dezelfde familie als de eigenaren van de borg Fraam te Huizinge
- de Froukemaheerd te Ezinge

## Varia
- Fraeylemaborg is een straatnaam in Lelystad
- Fraijlemaborg is een straatnaam in Amsterdam-Zuidoost. Aangezien die in een wijk met boerderijnamen ligt, is de verwijzing naar de borg in Slochteren misplaatst.

## Fotogalerij

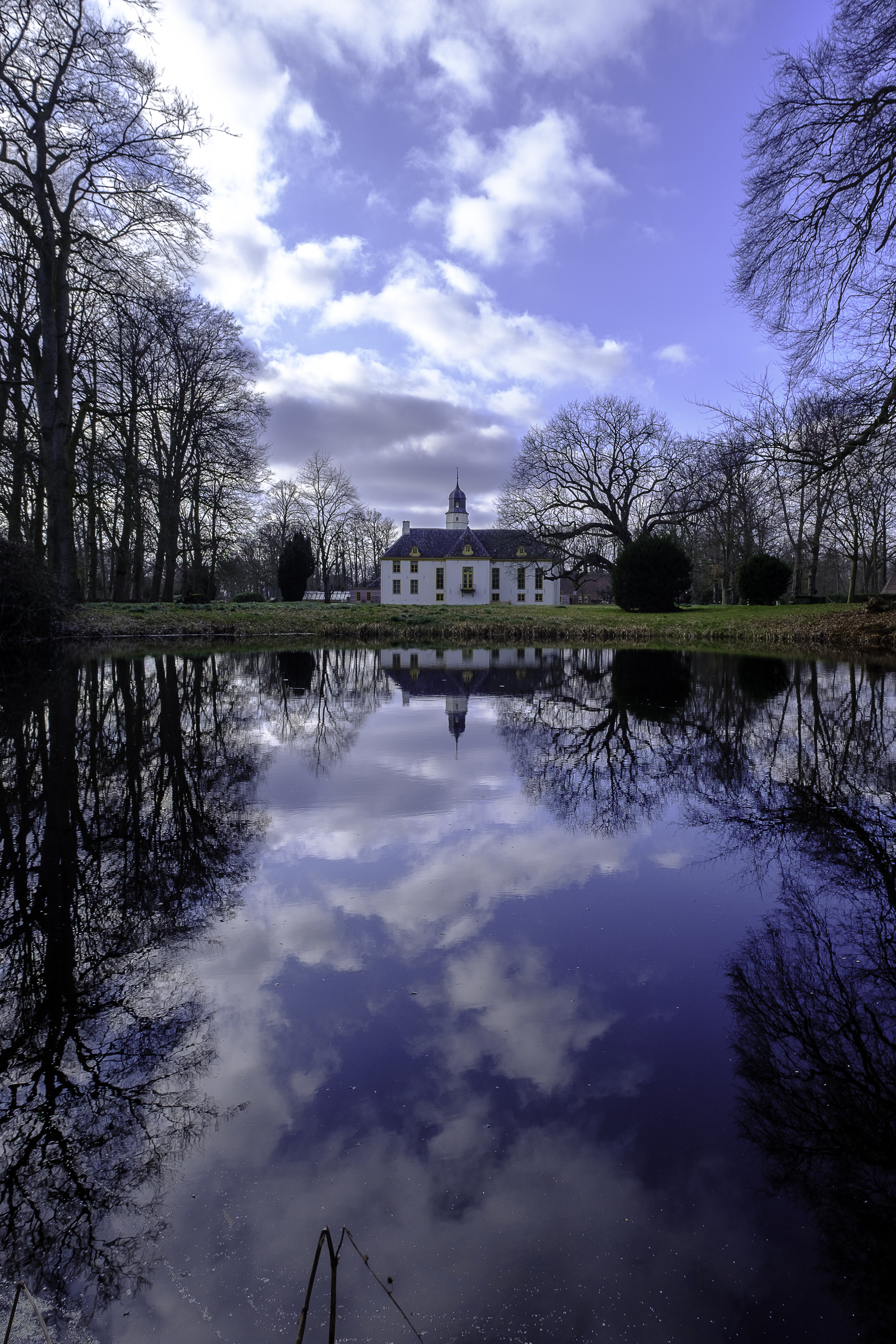
Achterzijde van de Fraeylemaborg gezien over de vijver op de centrale as
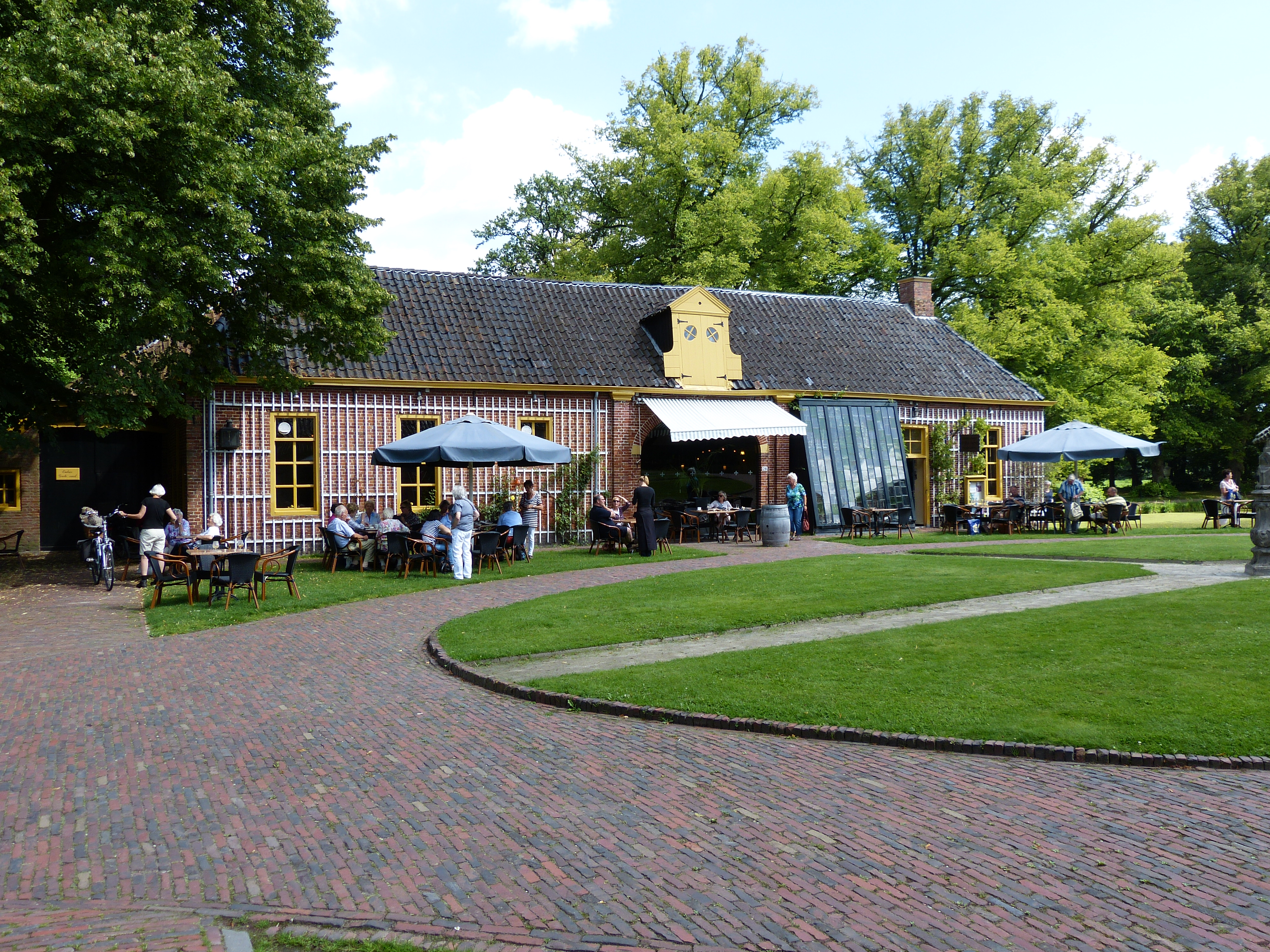
Noorderschathuis
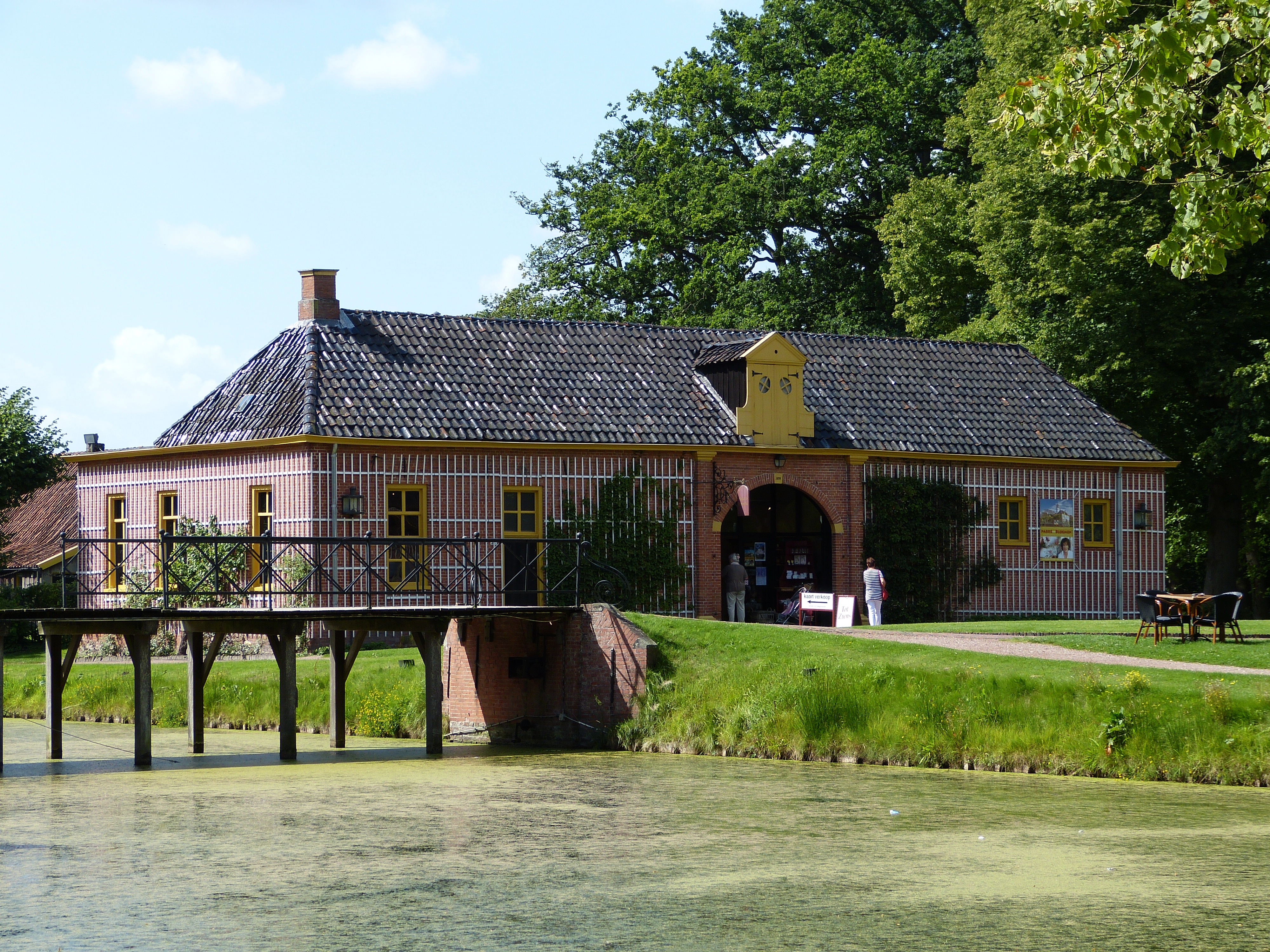
Zuiderschathuis
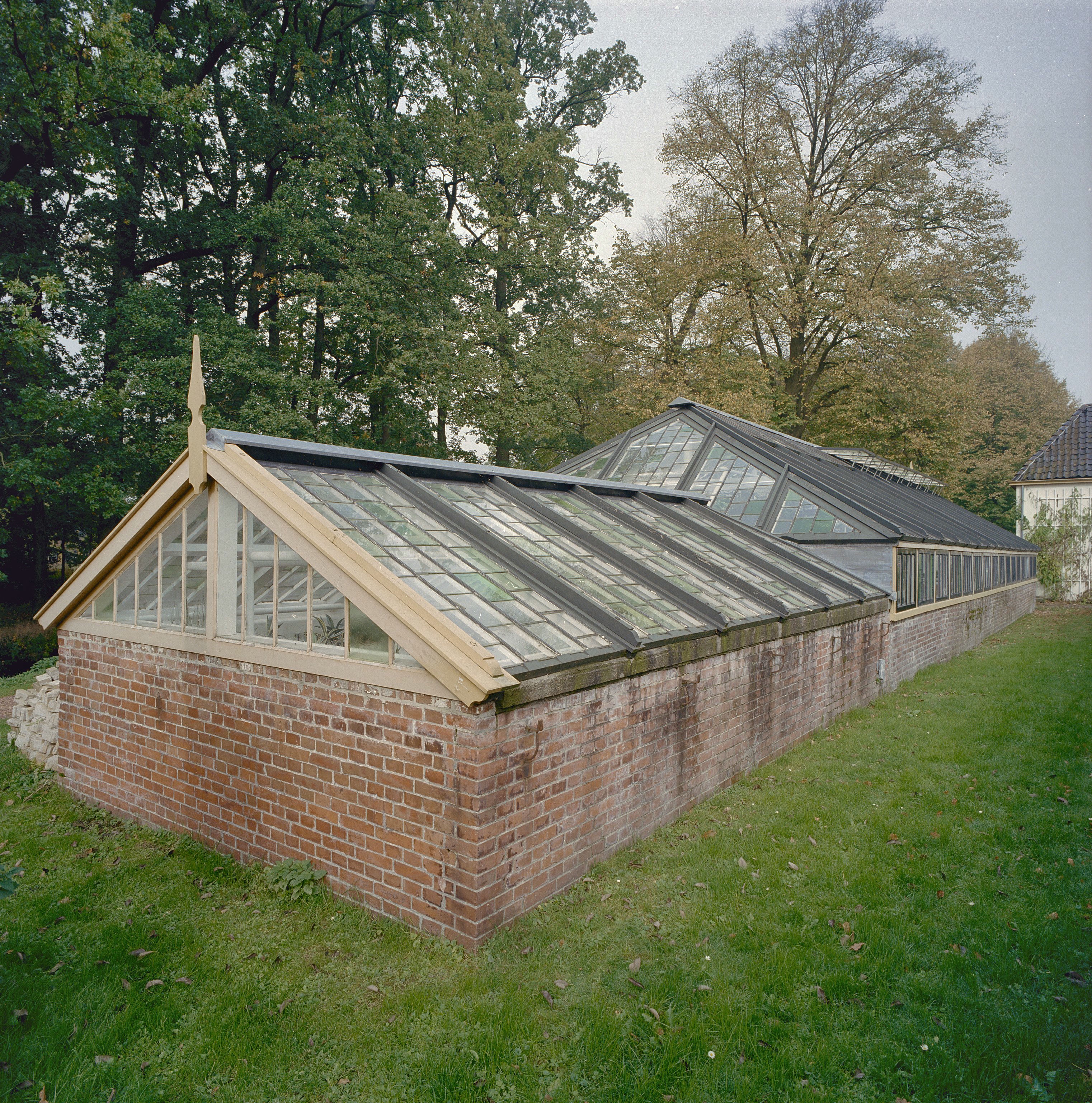
Kas
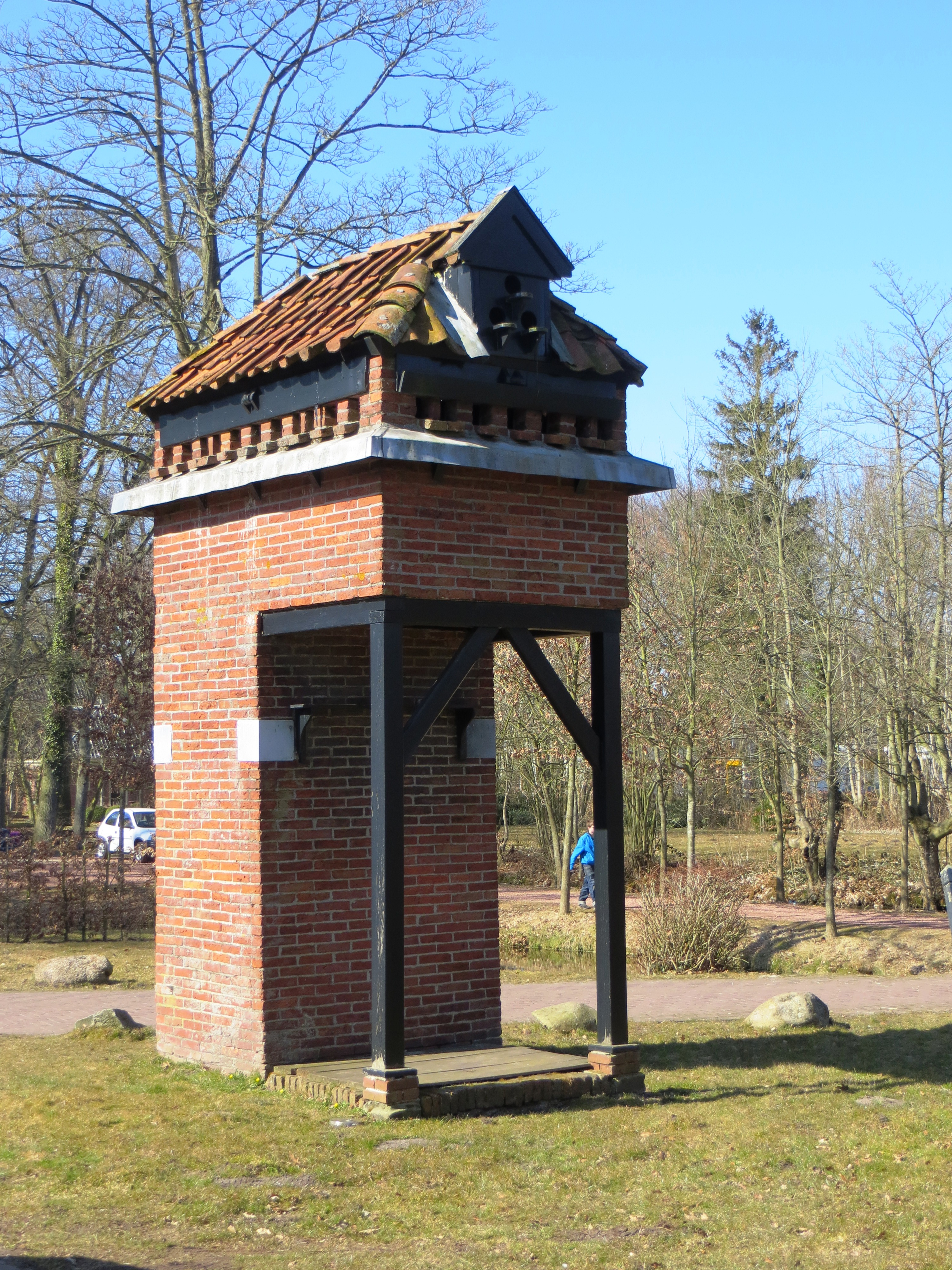
Duiventil
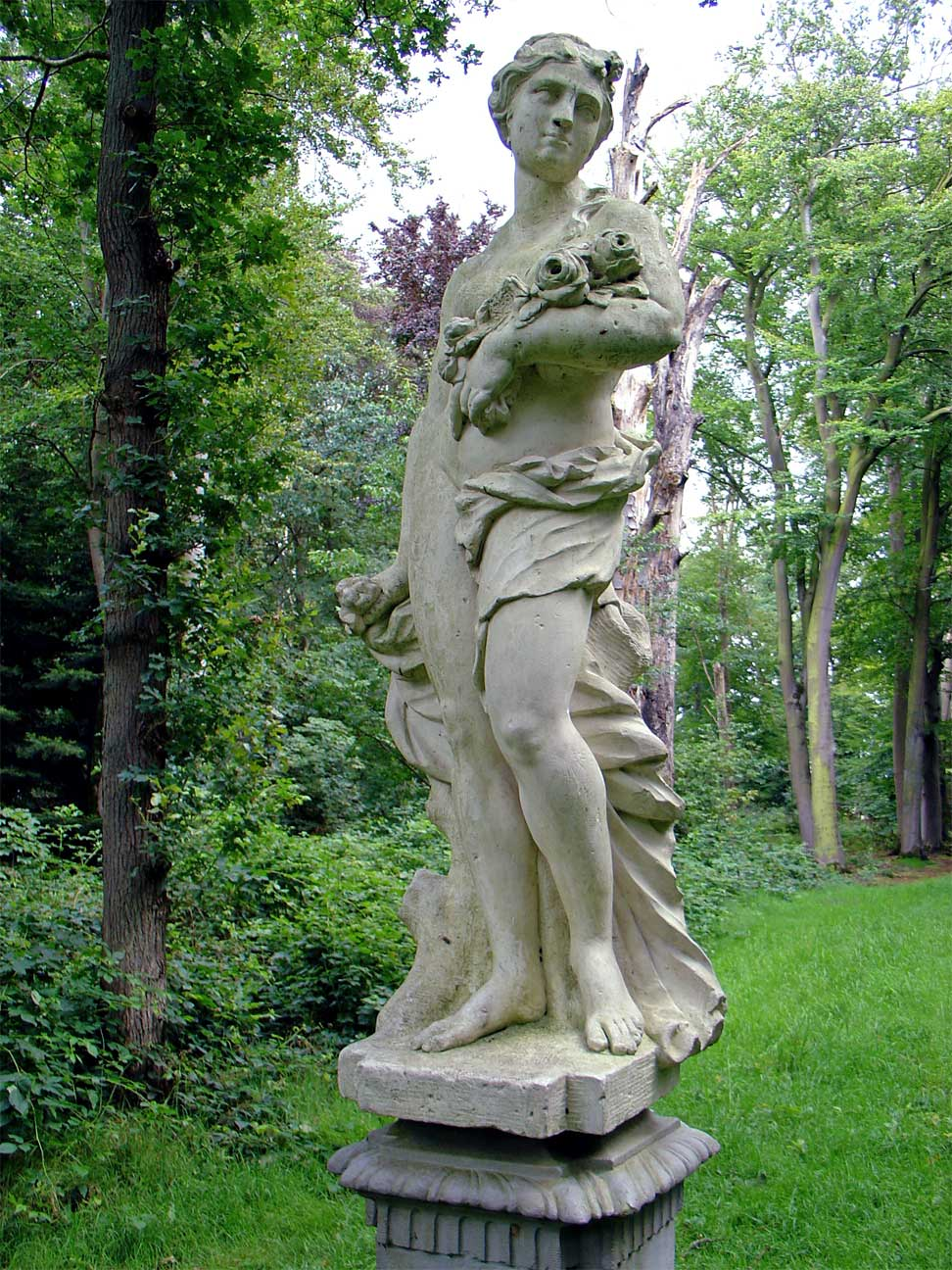
Beeld van Flora in het park van de Fraeylemaborg
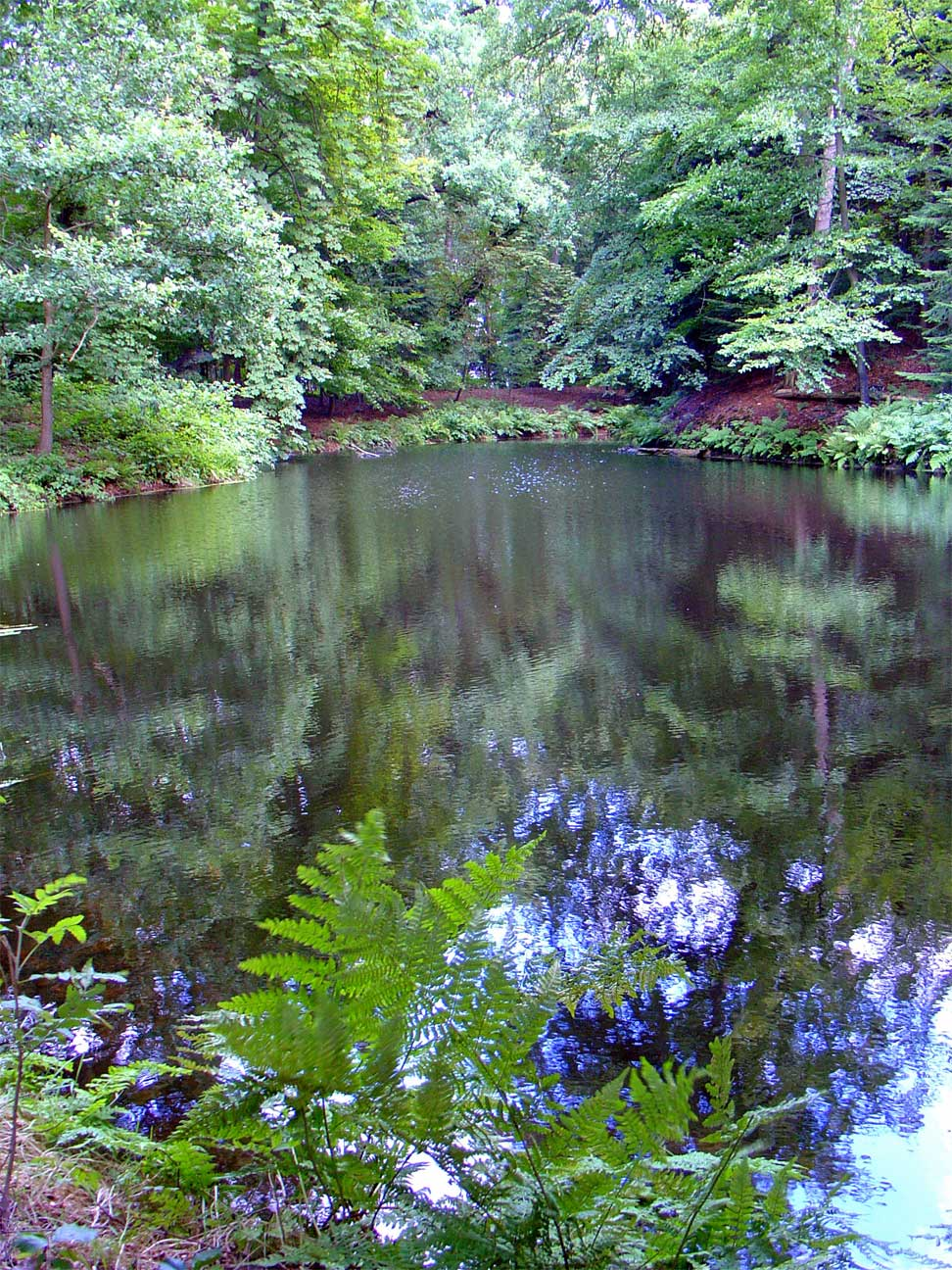
Landgoed Fraeylemaborg
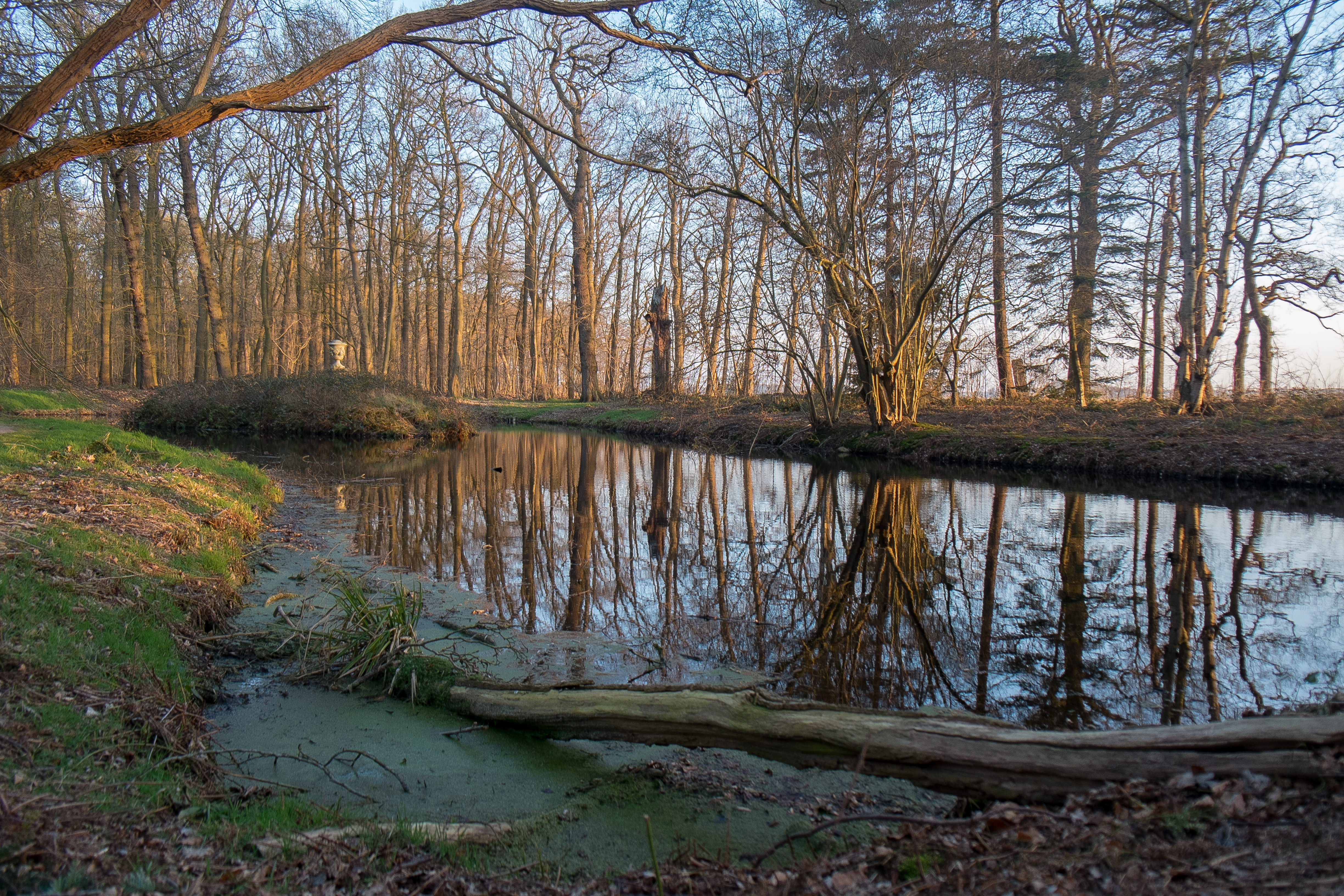
Vijver
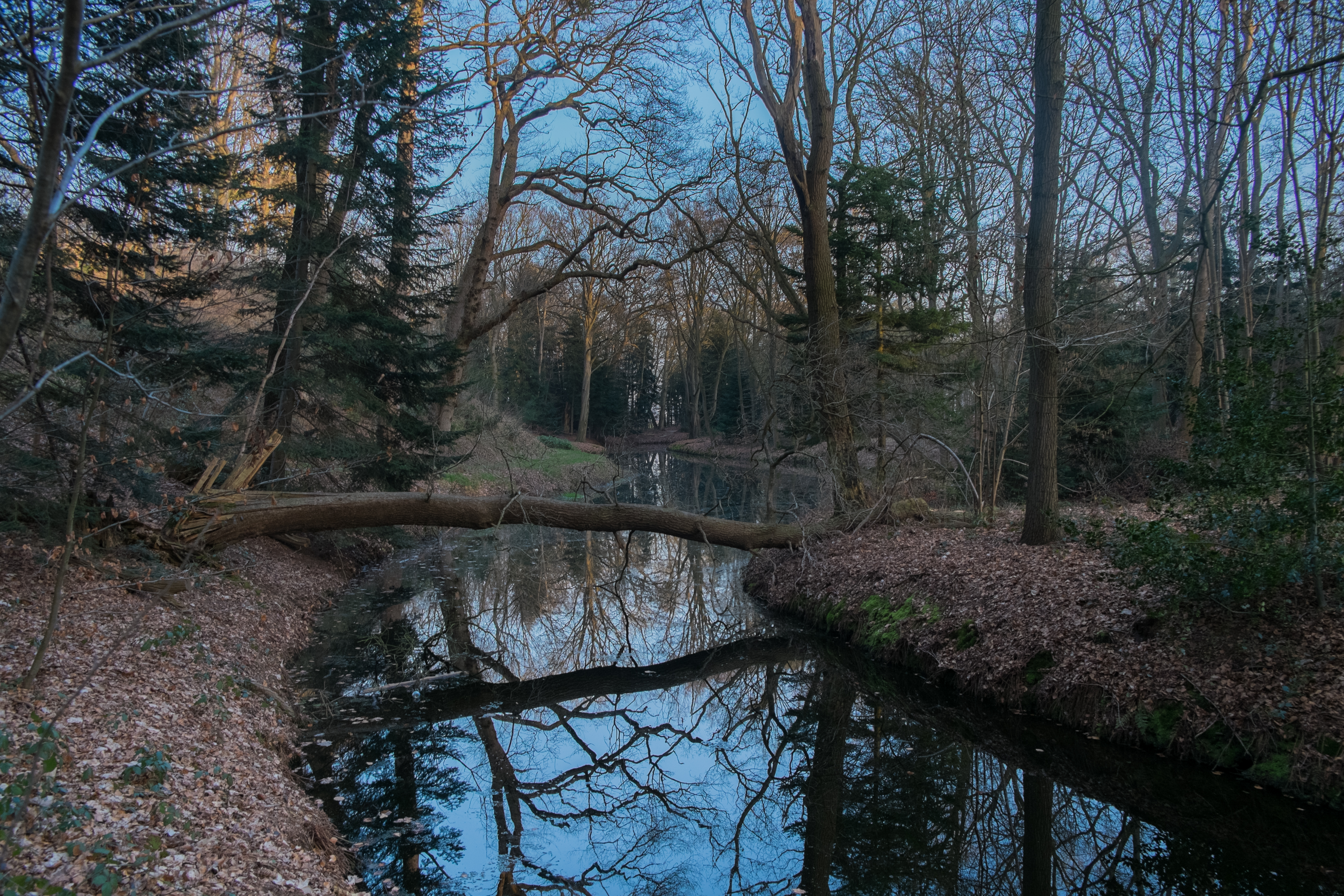
Waterpartij
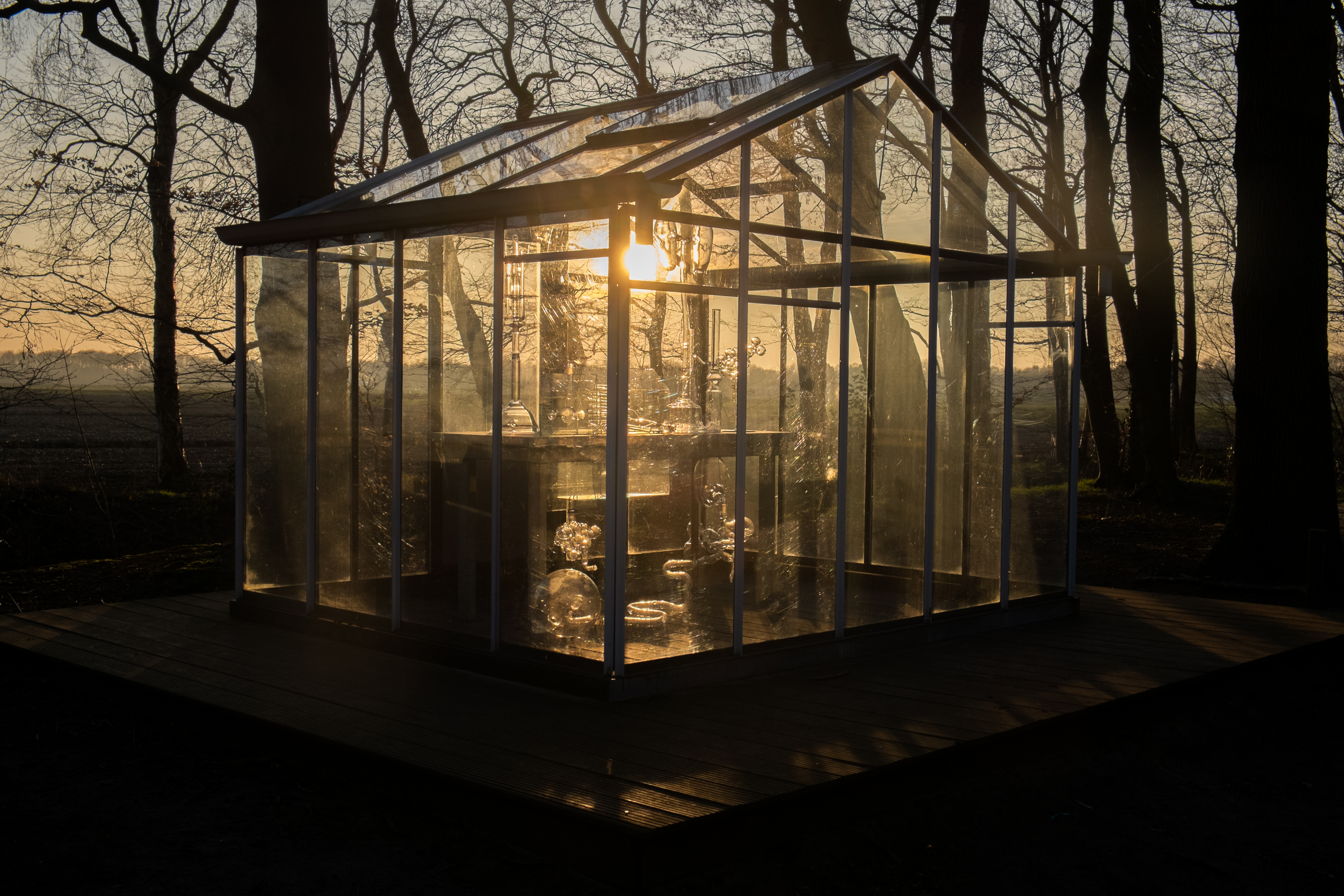
Een van de kunstwerken in het park: G(l)ass folie van Caroline Prisse
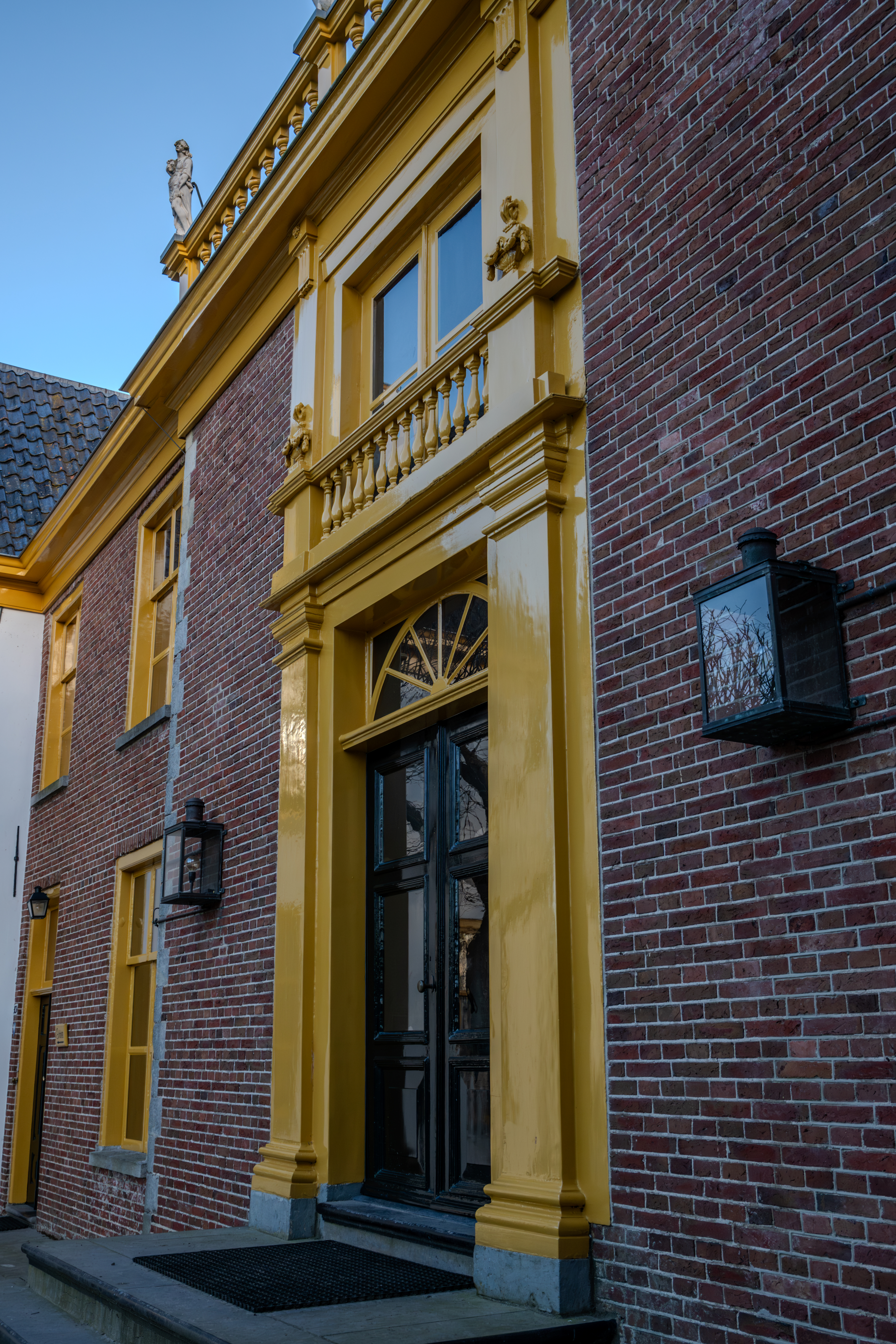
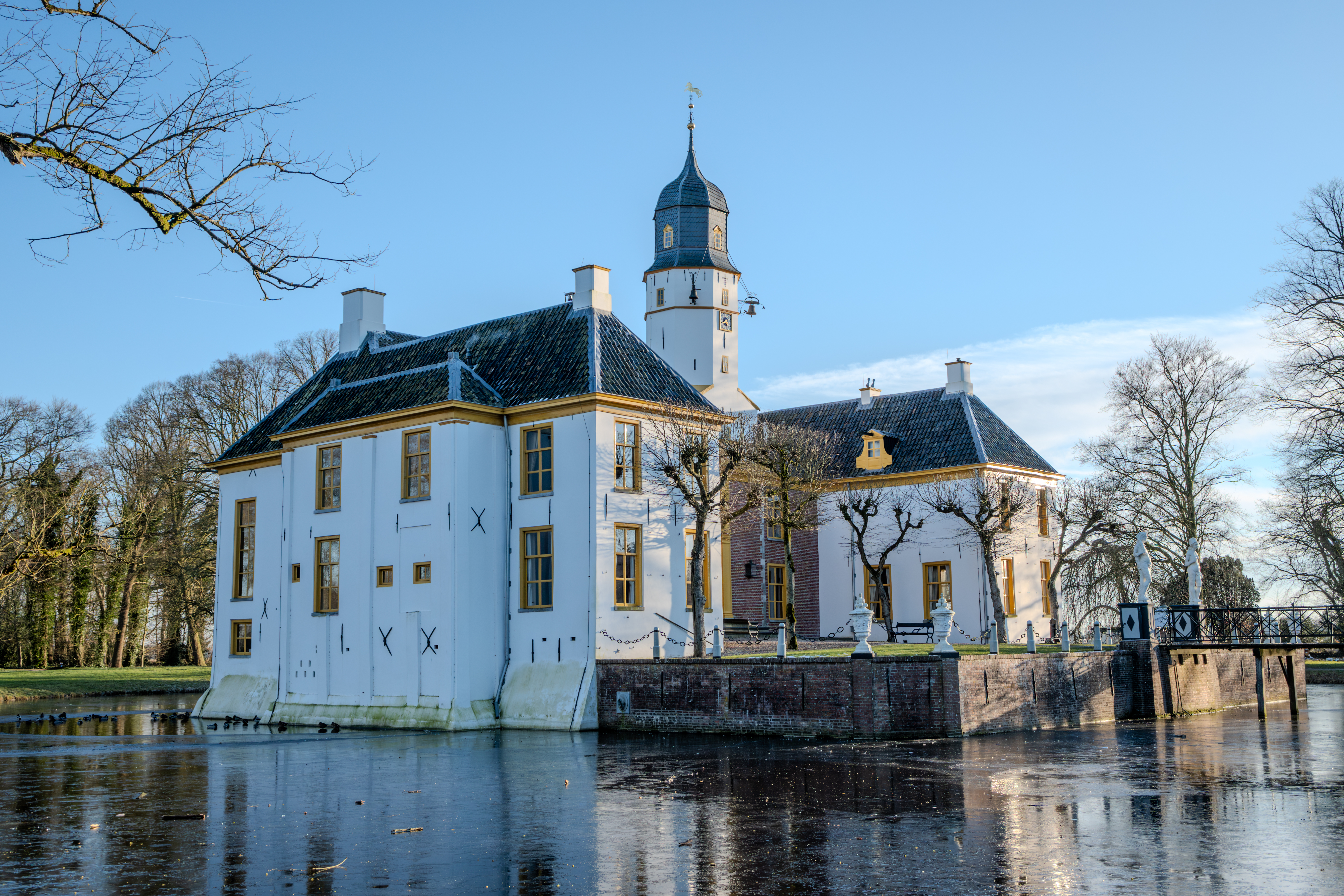
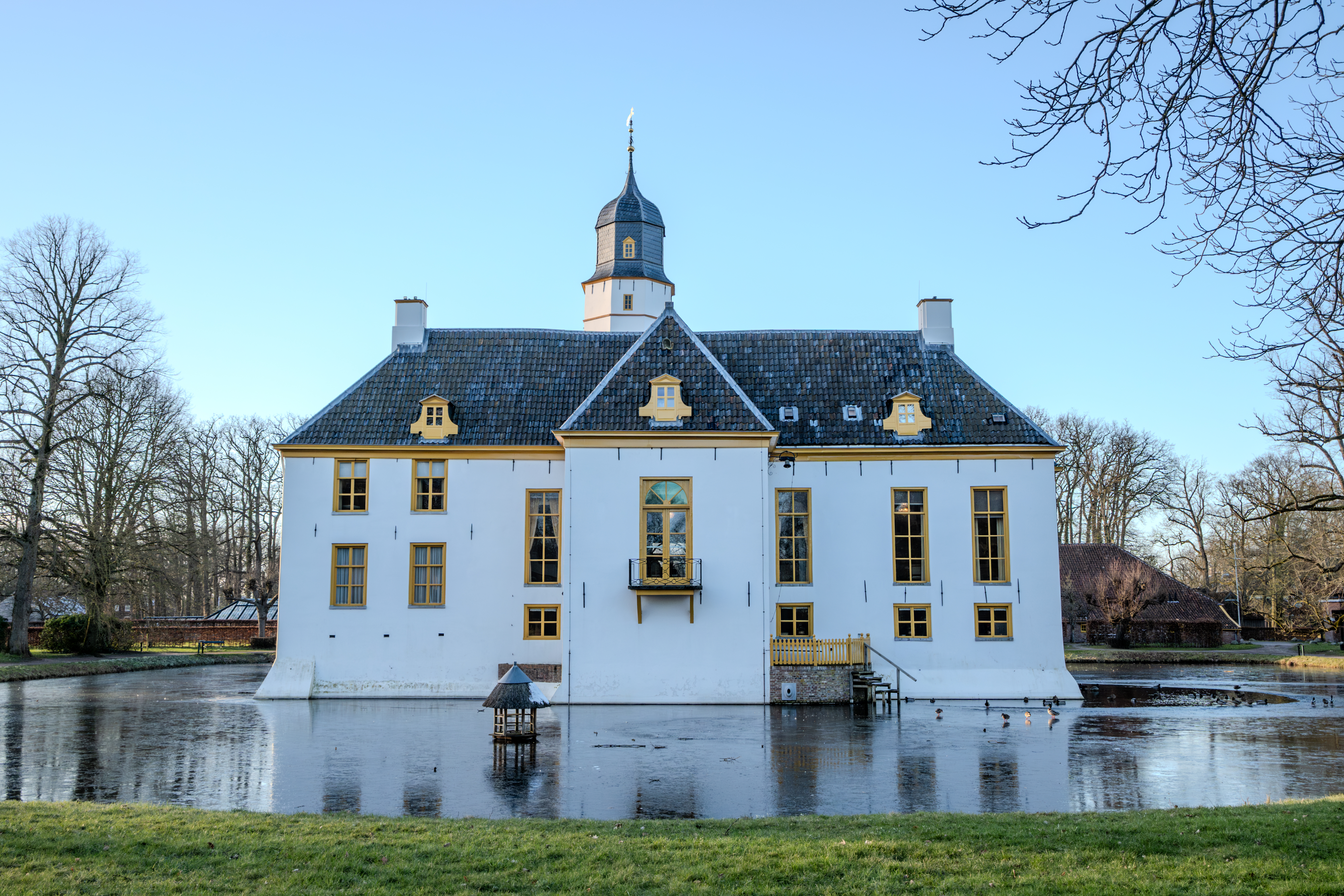
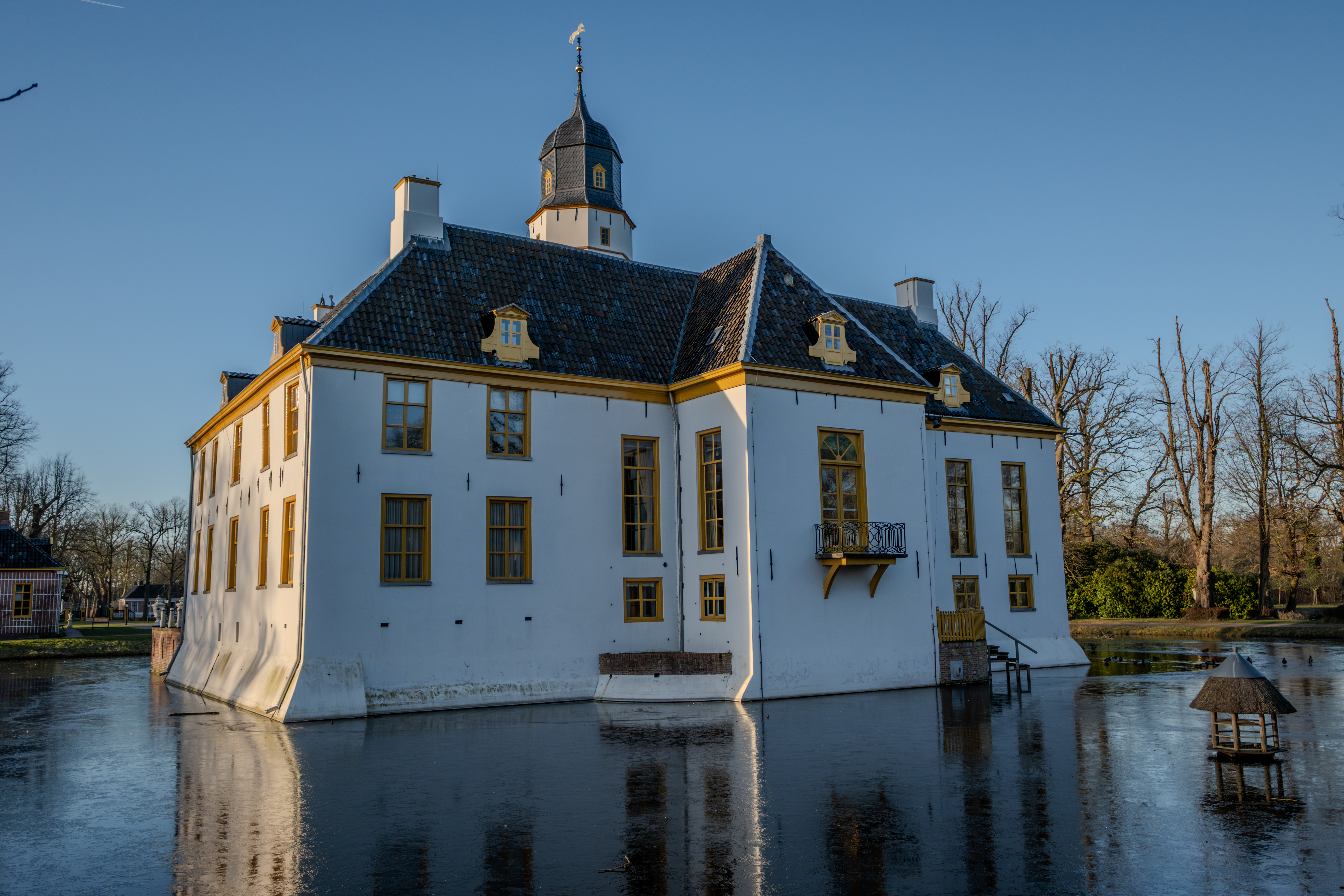
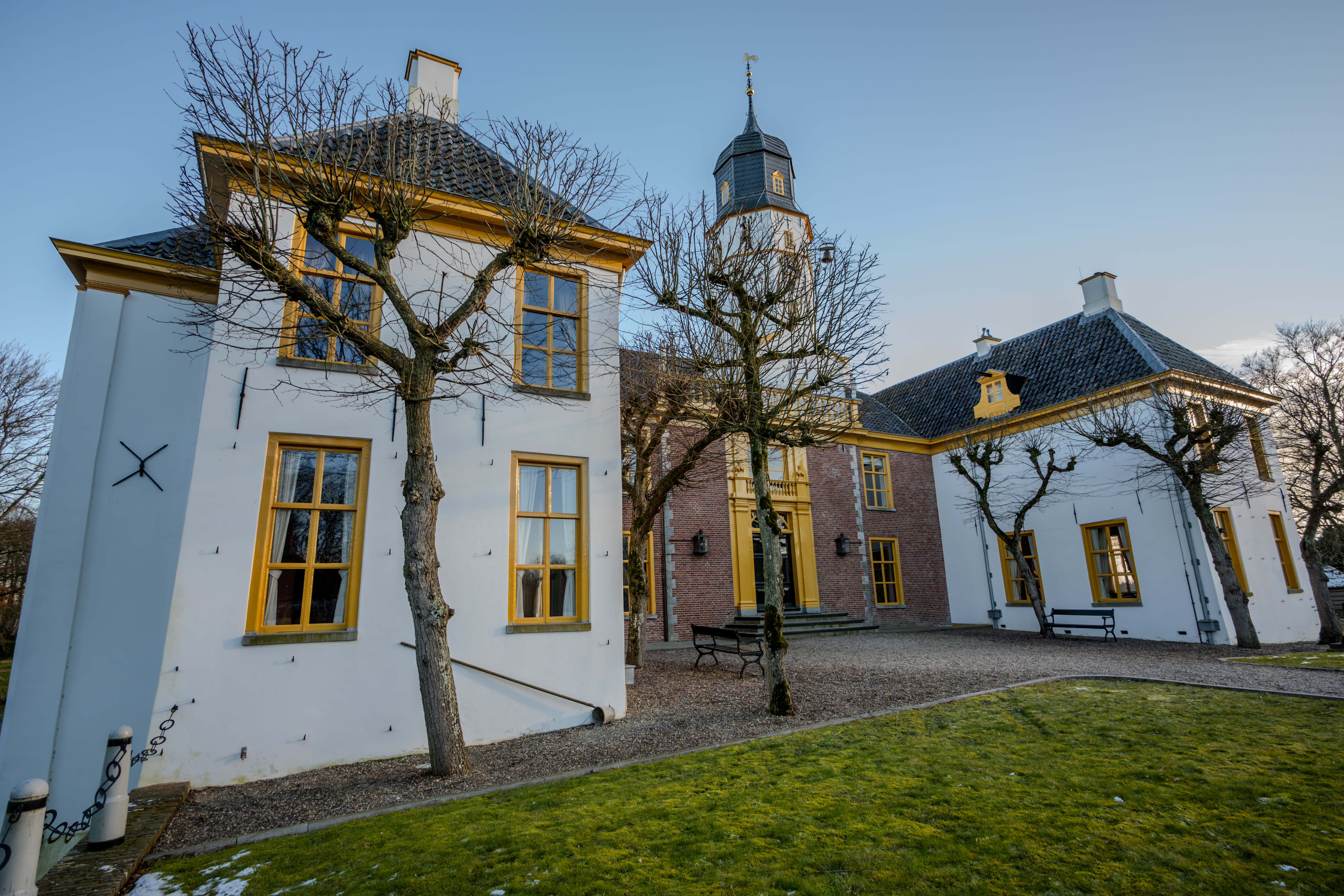
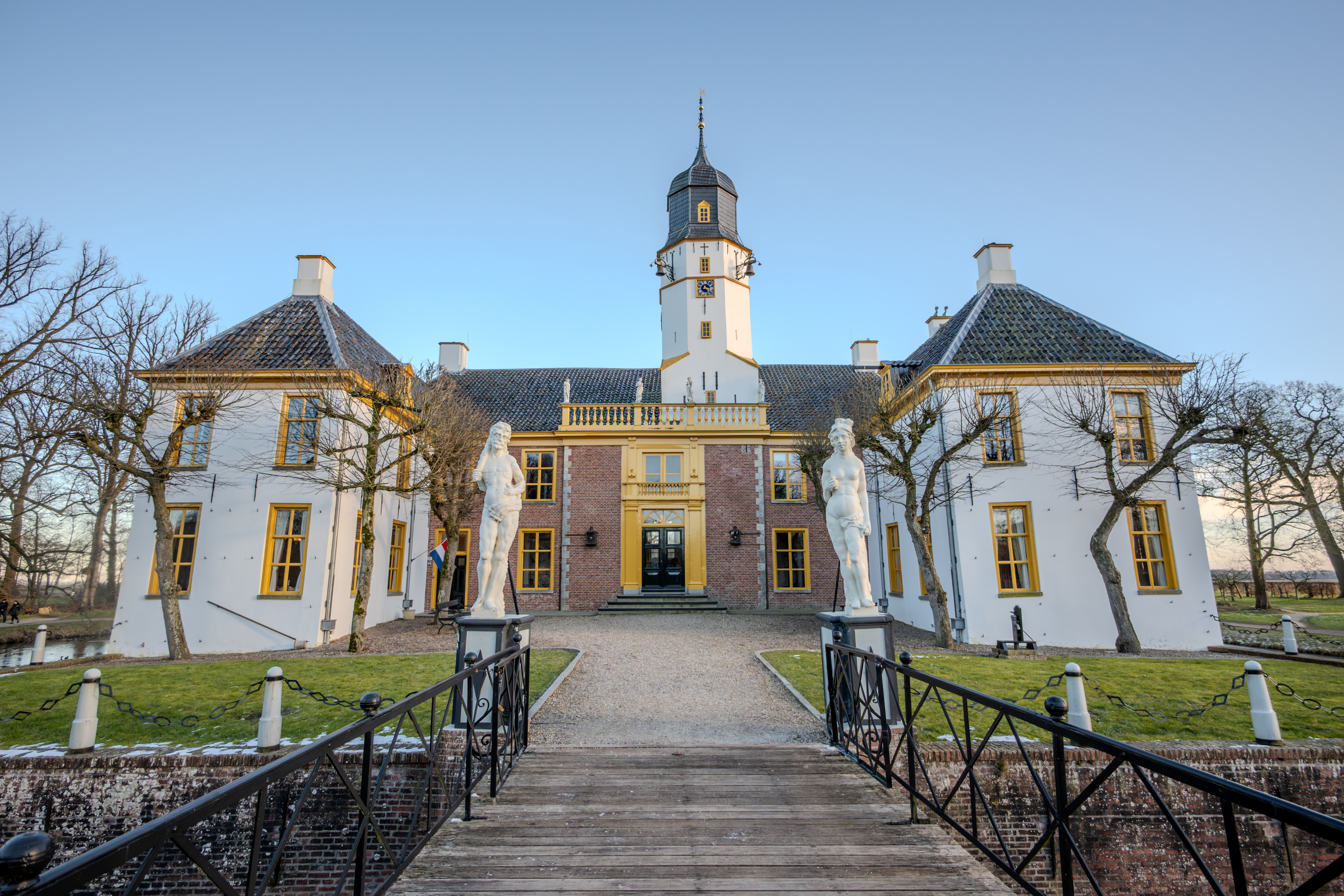
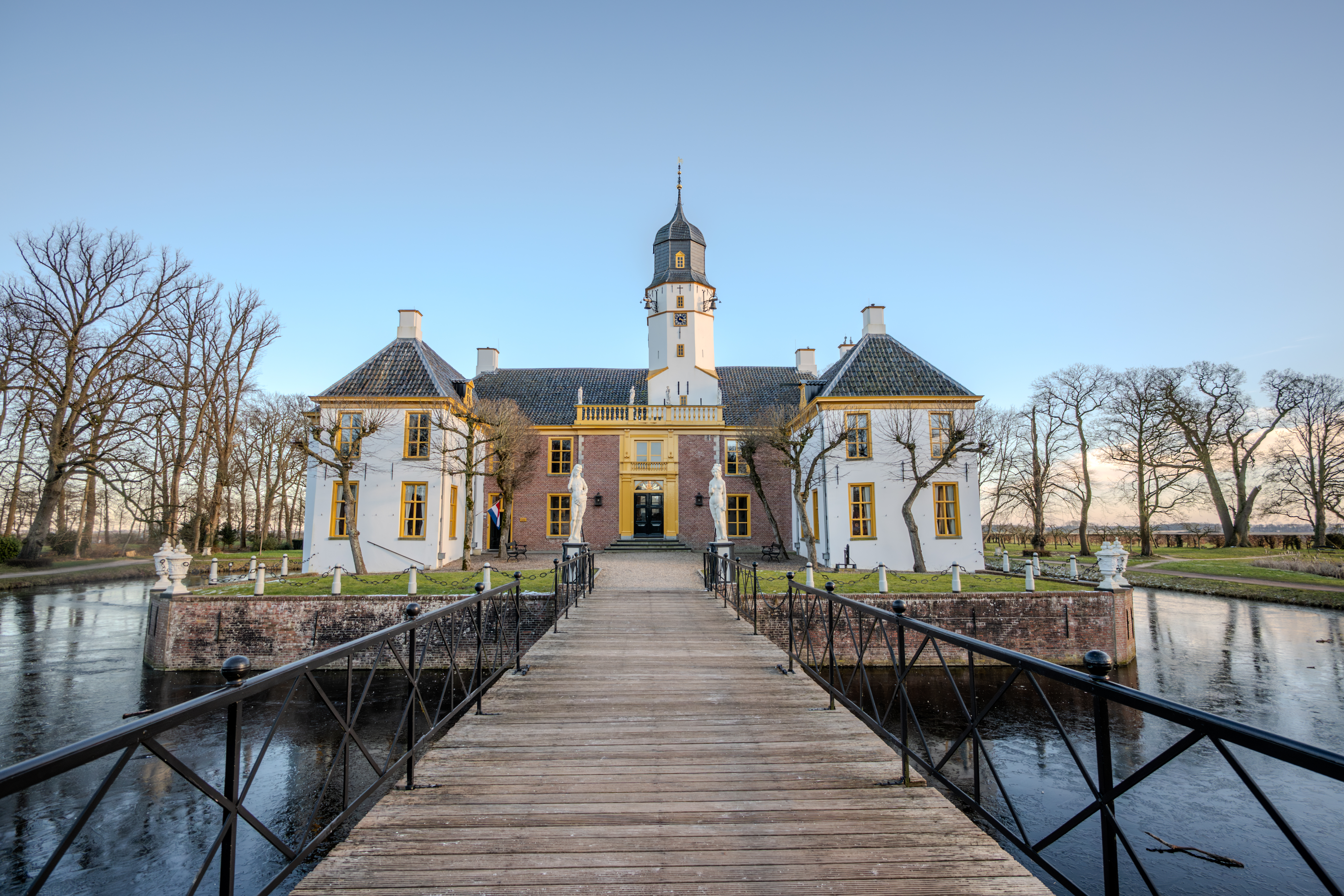
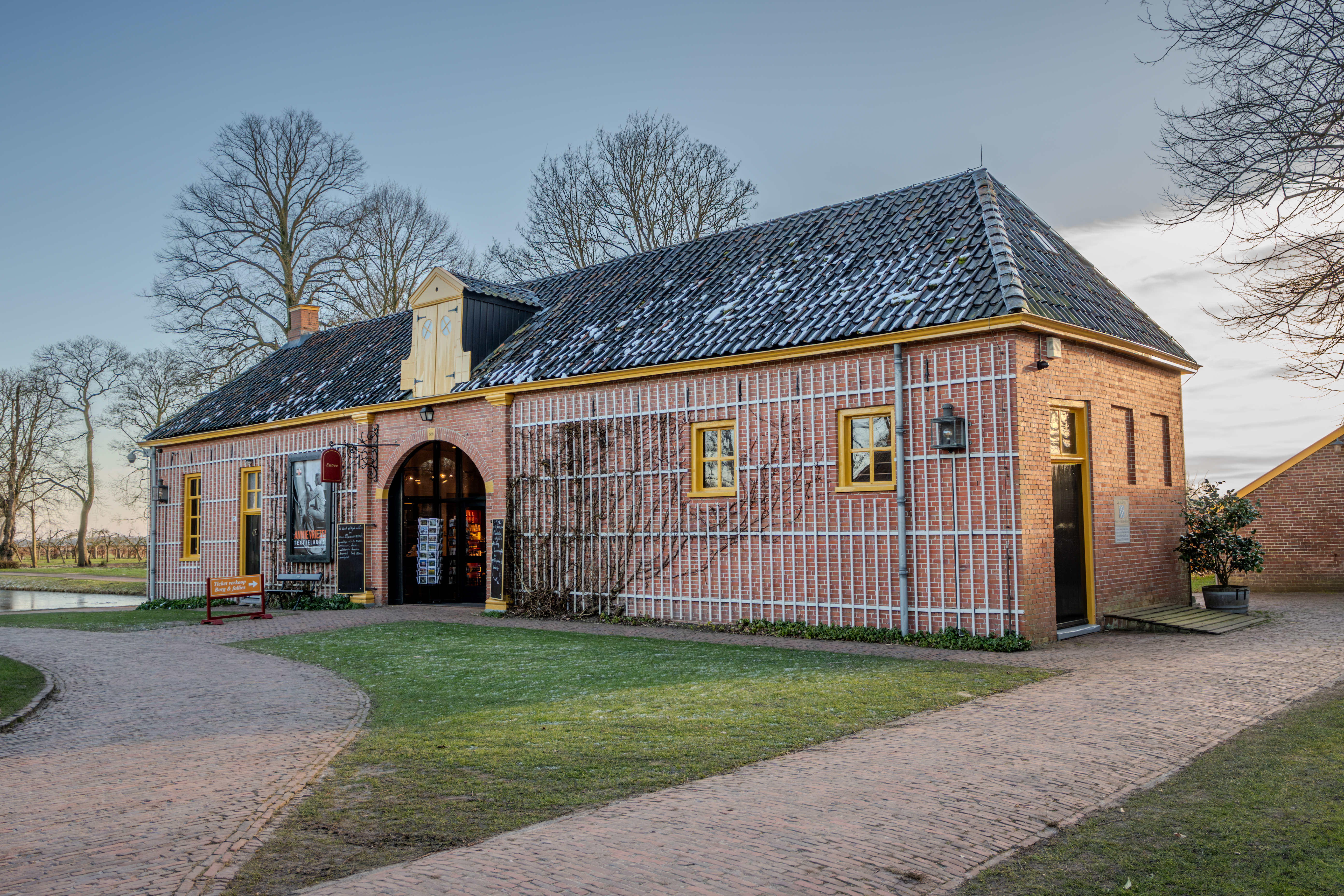

Allersmaborg (Ezinge) · Breedenborg (Warffum) · Coendersborg (Nuis) · Ekenstein (Tjamsweer) · Ennemaborg (Midwolda) · Ewsum (Middelstum) · Fraeylemaborg (Slochteren) · Huis te Glimmen (Glimmen) · Menkemaborg (Uithuizen) · Nienoord (Leek) · Piloersemaborg (of Hamsterborg) (Den Ham) · Rensumaborg (Uithuizermeeden) · Rusthoven (Tjamsweer) · Vaartwijk (Westerbroek) · Verhildersum (Leens) · Vliethoven (Delfzijl) · Welgelegen (Kleinemeer) · Huis te Wedde (Wedde) 
 Steenhuis: Iwema-steenhuis (Niebert)
Zie ook: Lijst van voormalige borgen · Kaart van Theodorus Beckeringh · tichelborg · veenborg
Allersmaborg · Asingaborg (Middelstum) · Asingaborg (Ulrum) · Asingaborg (Warffum) · Aylbada · Breedenborg · Cortinghuis · Dijkumborg · Dijksterhuis · Ennemaborg · Ewsum · Fraeylemaborg · Piloersemaborg · Hanckemaborg · Iwema-steenhuis · Huis te Lellens · Menkemaborg · Menthedaborg ·Nienoord · Nittersum · Onstaborg · Scheltkema-Nijenstein · Kasteel Selwerd · Takuma · Verhildersum · Walkuma · Wedderborg · Burcht van Wolfsbarge